# Devil May Cry
Devil May Cry (яп. デビル メイ クライ Дэбиру Мэй Курай; рус. Дьявол может плакать) — серия из шести игр в жанре слэшер, разработанных, в основном, японской компанией Capcom. Первая игра в серии задумывалась как игра в серии Resident Evil, но в конечном итоге была выделена в отдельный проект. Игровой процесс основан на зрелищных битвах с противниками и разной степени сложности головоломках. Серия получила успех, продавшись несколькими миллионами копий, что привело к созданию комиксов, новелл, аниме и коллекционных фигурок.

## Игры серии
В 1998 году, после завершения работы над Resident Evil 2, командой разработчиков Team Little Demon, под предводительством Хидэки Камия, началась работа над третьей частью серии. В процессе разработки была спланирована поездка в Испанию для изучения замков, которые должны были придать атмосферу игре. Однако, она сильно отходила от стандартов Resident Evil, в частности от самого жанра survival horror. Разработчики решили не оставлять проделанную работу и сделали другую игру под названием Devil May Cry.
| Название                           | |
| ---------------------------------- | --- |
| Devil May Cry                      | - 2001 — PlayStation 2 - 2012 — PlayStation 3, Xbox 360 - 2018 — Windows, PlayStation 4, Xbox One, - 2019 — Nintendo Switch        |
| Devil May Cry 2                    | - 2003 — PlayStation 2 - 2012 — PlayStation 3, Xbox 360 - 2018 — Windows, PlayStation 4, Xbox One - 2019 — Nintendo Switch         |
| Devil May Cry 3: Dante’s Awakening | - 2005 — PlayStation 2 - 2006 — Windows - 2012 — PlayStation 3, Xbox 360 - 2018 — PlayStation 4, Xbox One - 2020 — Nintendo Switch |
| Devil May Cry 2D/3D                | - 2008 — J2ME |
| Devil May Cry: Dante X Vergil      | - 2010 — BREW |
| Devil May Cry 4                    | - 2008 — PlayStation 3, Xbox 360, Windows - 2012 — J2ME - 2015 — PlayStation 4, Xbox One, Windows                                  |
| Devil May Cry 4 Refrain            | - 2011 — iOS |
| DmC Devil May Cry                  | - 2013 — Windows, PlayStation 3, Xbox 360 - 2015 — PlayStation 4, Xbox One                                                         |
| Devil May Cry 5                    | - 2019 — Windows, PlayStation 4, Xbox One - 2020 — PlayStation 5, Xbox Series X                                                    |
| Devil May Cry: Peak of Combat      | - 2024 — Android, iOS |

## Сюжет
Порядок выхода игр отличается от хронологии сюжета:
| Порядок по хронологии              |
| ---------------------------------- |
| Devil May Cry 3: Dante's Awakening |
| Devil May Cry                      |
| Демон против демонов (аниме)       |
| Devil May Cry 2                    |
| Devil May Cry 4                    |
| Devil May Cry 5                    |

Согласно древней легенде, 2000 лет назад мир людей находился на краю гибели. Орды демонов и злобных тварей вышли из врат Ада, чтобы уничтожить всё человечество. Однако среди них был тот, кто воспротивился своей демонической сущности. Легендарный Тёмный Рыцарь Спарда восстал против Императора Тьмы и запечатал врата своим собственным мечом и мощным амулетом, который впоследствии был разделён на 2 половинки. Тем самым он спас людей от гибели, и, приняв полноценный  человеческий облик, взаимно полюбил девушку по имени Ева и женился на ней. Впоследствии у них родились братья-близнецы: Данте и Вергилий, которые унаследовали могущество их отца.
Первой по хронологии в серии является Devil May Cry 3: Dante’s Awakening. История начинается, когда в ещё безымянном магазинчике Данте появляется таинственный Аркхам, приглашающий Данте на встречу с его братом-близнецом, Вергилием. В то же время неподалёку из-под земли появляется огромная башня Темен-Ни-Гру. Данте принимает вызов, и после многочисленных боёв с демонами встречает на самом верху башни Вергилия. Они сходятся в яростной схватке, но Вергилий легко побеждает Данте и забирает у него его половинку амулета, необходимого, чтобы открыть врата ада и получить силу демона Спарды, их отца. Данте вынужден преследовать его и добирается до зала ритуала, где происходит ещё один бой, в который вмешивается Леди, дочь Аркхама, и сам Аркхам, который рассказывает о том, что всё было подстроено им самим для того чтобы самому получить силу Спарды. Аркхам проводит ритуал и получает силу Спарды. Братья временно объединились и отложили свои разногласия, после чего плечом к плечу побеждают его в схватке, но после победы над Аркхемом меч Спарды падает в портал, который ведет в место между мирами. Вергилий забирает меч их отца и использует в финальной схватке, но в итоге проигрывает Данте. Данте хочет вернуться домой с Вергилием, но последний решает остаться между миром демонов и людей, дабы переосмыслить все, что произошло. Там он вступает в схватку с Принцем Тьмы Мундусом, но проигрывает и становится его рабом. Данте забирает меч своего отца, возвращается домой и вместе с Леди открывает агентство охоты на демонов «Devil May Cry».
В оригинальной Devil May Cry главный герой игры Данте — получеловек-полудемон, владелец и единственный сотрудник частного агентства по истреблению демонов. В один день Данте получает приглашение от привлекательной Триш: отправиться на остров Маллет и сразиться с Владыкой Тьмы Мундусом. Как и его отец, легендарный Тёмный Рыцарь Спарда, сделавший это много веков назад, Данте задаётся целью отбросить Мундуса обратно за печать в Мир Тьмы. Мундус посылает своих слуг уничтожить всю семью Данте. Данте, унаследовавший от Спарды демонические способности, не даёт совершиться последнему обряду императора. После устранения демонов, посланных прервать его существование, Данте попадает в огромный замок, контролируемый пробуждающимся Мундусом. Здесь он впервые за долгое время встречает своего брата Вергилия, превратившегося в демона Нело Анжело. Тяжкая участь брата наполняет душу Данте раскаянием и палящим гневом, вкупе с силой истинного Сына Спарды; его ярость поведёт его к битве, которая положит конец всем битвам — сражению против Мундуса.
В Devil May Cry 2 действие игры происходит в наше время на вымышленном острове Ви-Де-Марли (фр. Vie de Marli). История рассказывает об охотнике на демонов Данте и дочери хранительницы острова Матье — Люсии, сражающихся против бизнесмена по имени Ариус, желающего превратиться в демона.
В Devil May Cry 4, чтобы не допустить вторжения демонов в наш мир, в городе-крепости Фортуна был создан тайный «Орден Меча». Это место где люди поклоняются своему спасителю, демону Спарде. Главой Ордена является духовный наставник Санктус, который призывает людей объединиться перед лицом опасности. Чтобы защитить людей от сил зла, были сформированы отряды Священных Рыцарей. Их предводителем является Верховный Главнокомандующий Кредо, который верой и правдой служит интересам Ордена. Но самая яркая фигура Ордена, это молодой рыцарь Неро, который, как окажется впоследствии, является потомком Спарды и родным сыном Вергилия. Будучи сиротой, он находит приют в доме Кредо, который становится для него наставником. Взрослый Неро дерзок, самонадеян, никогда не идёт на компромисс и словно смеётся над своими врагами; в одиночку выполняет приказы Ордена, поэтому ему часто доверяют самую сложную и «грязную» работу. Кроме того, Неро испытывает взаимные тёплые чувства к сестре Кредо, Кириэ; он всегда её защищает и готов на всё ради неё.
Однажды, во время молитвы, происходит то, чего не ожидал никто. Проломив крышу собора, прямо на алтарь приземляется неизвестный в алом плаще, и, не сказав ни слова, выпускает пулю в голову Санктуса. Людей охватывает паника, все устремляются к выходу, а неизвестный продолжает убивать рыцарей одного за другим. И только Неро способен оказать ему хоть какое-то сопротивление. Вступив с ним в битву, он заставляет неизвестного отступить и скрыться с места преступления. После чего Неро получает приказ найти его.
C этого момента начинается действие игры, которое принесёт ещё немало неожиданностей и даст ответ на главный вопрос: что же побудило неизвестного убить главу ордена, проявив такую жестокость? Ведь этот неизвестный в алом плаще — сын самого Легендарного Тёмного Рыцаря Спарды, охотник на демонов, уничтожающий их сотнями, получеловек-полудемон Данте.
События Devil May Cry 5 происходят спустя несколько лет после событий 4 части. 

### Перезапуск серии
В 2010 году было объявлено о перезапуске серии под немного изменённым названием DmC: Devil May Cry, начиная историю Данте сначала и полностью меняя стиль игры. За разработку перезапущенной серии взялась британская компания Ninja Theory, в то же время Capcom остаётся главным издателем видеоигры. Первая часть из перезапущенной серии вышла 15 января 2013 года на Xbox 360 и PlayStation 3, а версия для персональных компьютеров появилась 25 января того же года. 17 марта 2015 года вышло расширенное издание игры для консолей Xbox One и PlayStation 4, в котором добавили режимы турбо, Must Style, Lock-on, все ранее выпущенные дополнения, Кровавый дворец для Вергилия, классические скины для Данте и Вергилия и Full HD разрешение с поддержкой 60 FPS.

## Отзывы
| Игра                               | Metacritic                             |
| ---------------------------------- | -------------------------------------- |
| Devil May Cry                      | (PS2) 94                               |
| Devil May Cry 2                    | (PS2) 68                               |
| Devil May Cry 3: Dante's Awakening | (PS2) 87 (PC) 66                       |
| Devil May Cry 4                    | (PS3) 84 (X360) 84 (PC) 78             |
| DmC: Devil May Cry                 | (X360) 86 (PS3) 85 (PC) 85             |
| Devil May Cry 5                    | (PC) 90/100 (PS4) 87/100 (XONE) 87/100 |

Почти все игры данной серии (кроме Devil May Cry 2) получили положительные отзывы игроков. Серия также оказалась финансово успешной: на момент 30 сентября 2024 года все игры серии продались общим тиражом в 32 миллиона копий.